# 施洞镇
施洞镇，是中华人民共和国贵州省黔东南苗族侗族自治州台江县下辖的一个乡镇级行政单位。

## 行政区划
施洞镇下辖以下地区：
施洞社区、街上村、芳寨村、柏子坪村、塘坝村、旧州村、平兆村、八埂村、良田村、四新村、黄泡村、偏寨村、小河村、巴拉河村、井洞塘村、南哨村、岑孝村、猫鼻岭村、猫坡村、井洞坳村和杨家沟村。

## 中国传统村落
2013年8月，小河村、旧洲村、八梗村、黄泡村被评为第二批中国传统村落。